# Parole d'amore
Parole d'amore (Bee Season) è un film drammatico del 2005, diretto da Scott McGehee e David Siegel, e basato sull'omonimo romanzo di Myla Goldberg.

## Trama
I Naumann sembrano la classica famiglia perfetta: alto-borghesi, spirituali e apparentemente molto uniti fra loro. Saul è uno studioso di religioni, professore alla UC Berkeley. Sua moglie Miriam, è una donna devota, convertita al giudaismo una volta sposata. Il figlio maggiore Aaron, per volere dei genitori, sta seguendo le orme del padre. La più piccola in famiglia Eliza, di undici anni, invece ha un talento naturale per lo spelling, al punto di qualificarsi alle finali del torneo nazionale, che si terranno a Washington. Questo rende il padre così orgoglioso di lei, da farlo concentrare sulla figlia come non aveva mai fatto prima, togliendo attenzioni ad Aaron, che dal canto suo comincerà a sviluppare una profonda crisi religiosa rivolgendosi al movimento della coscienza di Krishna o Hare Krishna. Questa situazione porterà a turbare il già precario equilibrio della famiglia Naumann. Quello che sembrava un nucleo unito si rivela essere un gruppo di persone occupate a seguire percorsi diversi. Sarà proprio la piccola Eliza a trovare il modo per ricomporre l'unità della famiglia.